# Apamea umbrifacta
Apamea umbrifacta là một loài bướm đêm trong họ Noctuidae.